# Nekcsei Demeter

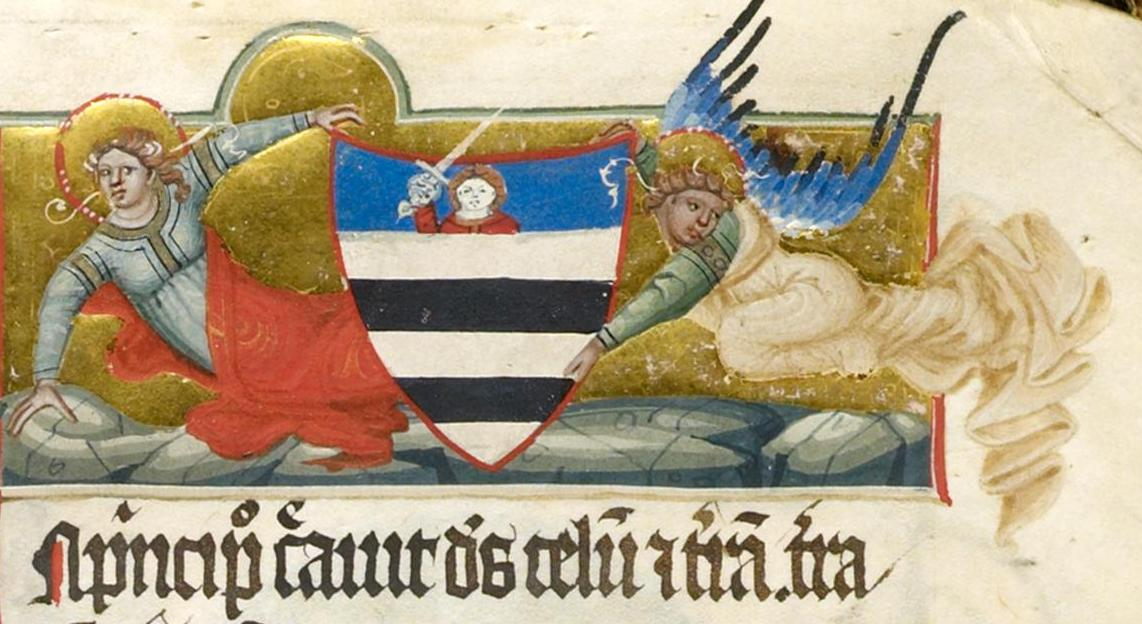
Nekcsei Demeter címere

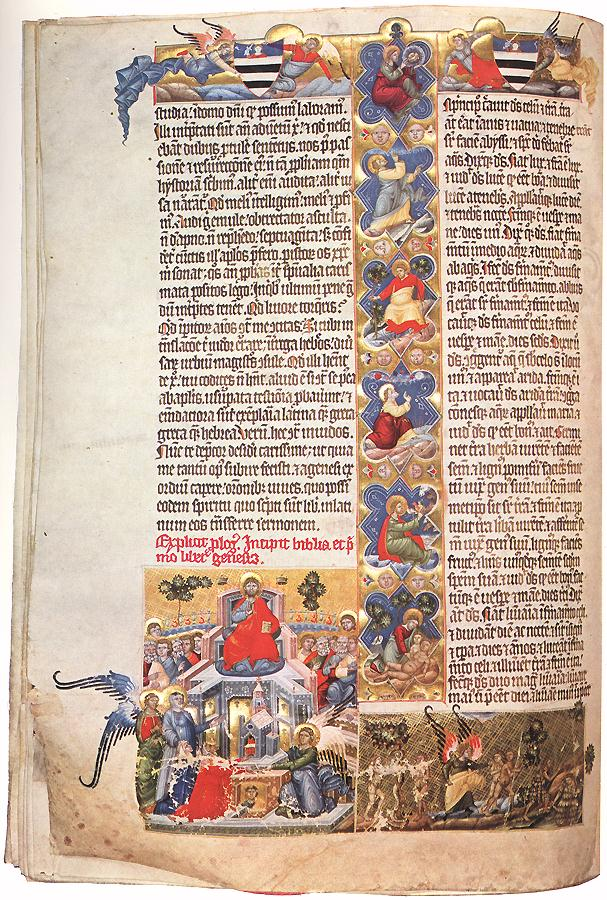
Nekcsei Demeter bibliájának 5. verzója. A bal alsó sarokban látható az ún. donációs kép.

Nekcsei Demeter, az 1310-es évekig Lipóci (1282 – 1338) I. (Anjou) Károly tárnokmestere volt szokatlanul hosszú időn át 1315. augusztus 1-től egészen 1338-ban bekövetkező haláláig. Halála után a király mindkét királyi pénzverő kamarát - a középkorban szinte egyedülálló módon - bérbeadta.

## Ősei
Az Aba nemzetség Lipóci ágából származott. Jóllehet, Demeter őseiről a 12. század második felétől vannak adatok, fontos szerepet azonban csak a 13. században töltöttek be a királyi udvarban. Nagyapja, Sükösd fia Demeter II. András király főétekfogója, szentföldi hadjáratának részese, fia, Kálmán herceg nevelője, majd udvarmestere volt. Ő szerezte meg IV. Bélától, illetve Kálmán hercegtől a Nekcsei család két birtokközpontját, a Sáros megyei Lipóc és a Baranya megyei Nekcse (1240) uradalmát. Nekcsei Demeter apja, Sándor a muhi csatából Dalmáciába menekülő IV. Béla kísérője és védelmezője volt. Hálából megkapta Adorjánt, a valkói vár tartozékát és a Baranya megyei Csatárt. A király kivette őt és jobbágyait az ország rendes bíróságának illetékessége alól, s adómentességet kínált számára. Nekcsei Sándor Kán László erdélyi vajda nővérét vette feleségül. E házasságból négy fiúgyermek született, köztük Demeter.

## Élete
Demeter születési éve ismeretlen, 1282-ben fivéreivel együtt, már felnőttként említik. 1316. május 26-án, amikor Károly Róbert tárnokmestereként írnak róla, közel járhatott ötvenedik évéhez. E tisztét huszonkét éven át, haláláig töltötte be. Károly Róbert társadalmi bázisát az 1310-es évektől már nem a nagy hatalmú, csak névleg mellette álló előkelők, hanem a nagy nemzetségek eddig háttérbe szorított ágai, illetve feltörekvő köznemesek alkották, akik évtizedeken át hűségesen kitartottak mellette. Károly oldalán harcolt Demeter testvére, Sándor is, s a rozgonyi csatában való részvétele jutalmául több adományt is kapott.
1312-ben I. Károly engedélyezte nekcsei birtokukon a vár építését, innentől kezdve használták a Nekcsei nevet, bár ritkán még szerepeltek Lipóciként. Dercsényi Dezső szerint elképzelhető, hogy Nekcsei itáliai egyetemre járt, itt szerzett tapasztalatait kamatoztatta később tárnokmesterként. Neki tulajdonítják I. Károly gazdasági és pénzügyi reformját, aminek során többek között firenzei mintára értékálló aranyforintot vertek. Tárnokmestersége mellett trencséni, majd bácsi, bodrogi ispán is volt. Ő alapította meg a csatári pálos monostort, ahová temetkezni kívánt.
Részt vett azokon a nemzetközi találkozókon, ahol nagy jelentőségű nemzetközi szerződések születtek. Így 1327-ben Nagyszombatban I. Károly és Luxemburgi János cseh király megbeszélésein, ahol a két ország kettős, arany-ezüst valutarendszerében egyeztek meg az új magyar aranyforintra és a cseh ezüstgarasra alapozva. Ott volt 1335-ben Visegrádon a királytalálkozón, ahol a nemzetközi kereskedelmi utak új rendszerét fektették le.
Az ő rendelésére készült valószínűleg egy bolognai műhelyben a Nekcsei-biblia.
Testvére, Sándor a korábban lázadó Borsák várának, Körösszegnek a várnagya volt, továbbá a rozgonyi csata egyik vezetője.

## Gazdaságpolitikai tevékenysége
Nekcsei Demeter nevéhez fűződik az a pénzügyi és gazdasági reform, amely Károly Róbert új gazdaságpolitikája néven vált ismertté. Megalapozta az Anjou-uralkodók gazdasági hatalmát, s lehetővé tette aktív külpolitikájukat. Nekcsei Demeter volt az államháztartás tényleges feje, az ország pénzügyi és gazdasági politikájának legfőbb irányítója. Hatáskörébe tartozott a pénzverés, a só-, a vám- és a bányaregáléügyek irányítása. Ő rendelkezett a koronajavak felett, az ő kezében futott össze a még meglevő várgazdaságok irányítása is. Elképzelhető, hogy a tehetséges ifjú Demeter Itáliában szerzett tapasztalatokat, esetleg magasabb szintű iskolákat is végzett. Itt szerezhette kitűnő gazdasági ismereteit. Valószínűleg Demeter gondolta ki és valósította meg Károly Róbert új gazdaságpolitikáját.
Az 1323-ban elkezdett gazdasági reform egyik sarkköve a pénzreform volt. Megszüntették a rossz pénz verését, 1325-ben bevezették a firenzei mintára vert aranyforintot, 1329-től cseh mintára vert ezüstgarasok kerültek forgalomba. A pénzveréshez szükséges aranyat és ezüstöt úgy szerezte meg a király, hogy bevezette a nemesérc monopóliumát, 1327-ben pedig a földtulajdonosokat érdekeltté tette a bányaművelésben: a királynak járó bányabér egyharmada őket illette meg. E reformoknak köszönhetően Magyarország a korabeli Európa legfontosabb aranytermelő országa lett, s igen nagy ezüstkészlete is volt. A király Nekcsei Demeter sugalmazására erősen támaszkodott a városokra, támogatta a telepítéseket. A különböző kiváltságokkal támogatott polgárság adója jelentősen növelte a kincstár bevételeit. A kereskedelem fellendítése érdekében kiküszöbölte Bécs árumegállító jogát. A tárnokmester munkásságának eredménye az 1336. évi magyar–cseh–lengyel kereskedelmi és vámegyezmény. A tárnokmester ellenőrizte (az esztergomi érsekkel egyetemben) a tíz pénzverő és bányakamarát. Tárnokmestersége idején több megye ispánja volt, s bírói tevékenységet is végzett.